# Кубанский отряд
Кубанский отряд — антибольшевистские военное формирование, созданное из Кубанских добровольческих отрядов 1 (14) марта 1918 года после оставления ими Екатеринодара. Командование отрядом принял полковник В. Л. Покровский. 14 (27) марта кубанцы соединились с Добровольческой армией и впоследствии вошли в её в качестве 1-го Кубанского стрелкового полка.

## Состав отряда[2]

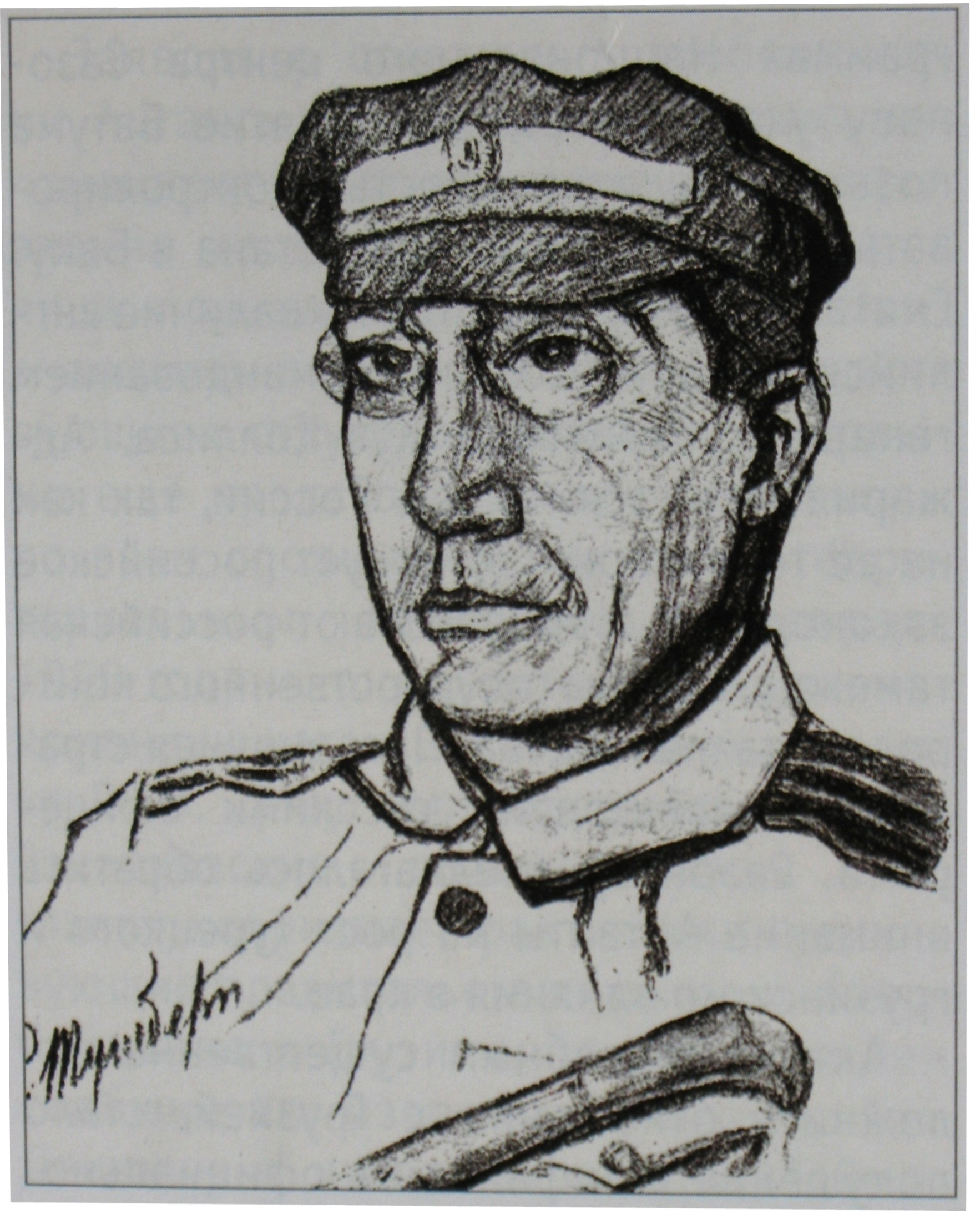
Р. М. Туненберг

- 1-й стрелковый полк (подполковник Р. М. Туненберг) — 1200 штыков (в том числе 700 офицеров, 400 юнкеров и 100 казаков) и 60 человек пулеметной прислуги;

- Батарея (есаул Корсун) — 2 взвода (есаулы Корсун и Крамаров) по два орудия и 10 ч прислуги;

- Черкесский конный полк (полковник Султан Клыч-Гирей) — 600 чел.;

- Конный отряд полковника Кузнецова — 100 чел. ;

- Конный отряд полковника Демяника — 50 чел. (все офицеры);

- Пластунский отряд полковника Улагая — 100 чел. (в том числе 50 конных), из которых 85 офицеров ;

- Кубанская дружина (полковник Образ) — 65 чел.;

- Кубанская отдельная инженерная сотня (капитан Бершов, потом полковник Попов);

- Конвой командующего отрядом (капитан Никитин);

- Кубанский лазарет (доктор Пеллерман);

- Обоз (генерал-лейтенант Карцов).